# Unified Threat Management
Unified Threat Management (UTM) este o soluție completă de secutitate informatică care a apărut recent (2004) în industria de securitate a rețelelor informaționale câștingând încredere in protejarea rețelelor organizațiilor ca soluție de securitate principală.
În teorie UTM este îmbunătățirea vechiului firewall cu posibilitatea de a efectua mai multe funcții de securitate într-un singur dispozitiv și conține pe lângă funcțiile de firewall clasic și servicii de IPS (Intrusion Prevention System) mecanisme de averizare privind intruziunile în rețea și IDS (Intrusion Detection System) mecanisme de detecție a intruziunilor, pe lângă acestea se mai adaugă funcții de gateway antivirus, gateway anti-spam, funcții VPN, filtrare de conținut web, echilibrarea încărcării legăturilor (load balancing) și prevenirea scurgerii de informații sensibile ale rețelei.
La nivel mondial piața de desfacere a acestor dispozitive este în permanentă creștere și se situa la nivelul anului 2007 la 1,2 trilioane de dolari cu o rată de creștere anuală estimată de 35-40% pînă în 2011.
Termenul UTM a fost inițial inventat de firma de cercetare de piață IDC.
Scurt Istoric
Sistemul unificat de tratare a amenințărilor (UTM-Unified Threat Management) a apărut din necesitatea de a stopa numărul de atacuri asupra sistemelor informatice corporative prin hacking/cracking, virusi, viermi, etc. în mare parte ca rezultat al amenințărilor din interior și amenințări mixte. Așadar noile metode de atac au ca țintă utilizatorul ca veriga cea mai slabă a unei instituții cu repercusiuni foarte grave pentru securitatea rețelelor.
Securitatea datelor și de acces neautorizat al angajaților a devenit o preocupare majoră a afacerii oricărei întreprinderi din ziua de astăzi. Acest lucru se datorează faptului că intențiile malițioase și pierderea datelor confidențiale poate duce la pierderi financiare uriașe. De menționat că întreprinderile au început să recunoască faptul că ignoranța utilizatorului poate duce la compromiterea securității rețelelor lor interne.
Principalele avantaje ale soluțiilor UTM sunt simplitatea și eficiența lor, precum și capacitatea de a actualiza toate funcțiile de securitate în același timp.
Scopul final al unei soluții UTM cuprinde un set de caracteristici de securitate înglobate într-un produs și putând fi accesat de la o singură consolă.